# ミモザ館
『ミモザ館』（みもざかん、原題：Pension Mimosas）は、1935年に製作・公開されたフランス映画。

## 概要
監督のジャック・フェデーと妻であり女優のフランソワーズ・ロゼーのコンビ作であり、フェデーがシャルル・スパークと共に脚本を執筆している。

## キャスト
- ルイーズ：フランソワーズ・ロゼー
- ピエール：ポール・ベルナール（フランス語版）
- ガストン（ルイーズの夫）：アンドレ・アレルム（フランス語版）
- ネリー：リーズ・ドラマール（フランス語版）
- パラソル：アルレッティ

## スタッフ
- 監督：ジャック・フェデー
- 製作：アレクサンドル・カメンカ（フランス語版）
- 脚本：ジャック・フェデー、シャルル・スパーク（フランス語版）
- 音楽：アルマン・ベルナール（フランス語版）
- 撮影：ロジェ・ユベール（フランス語版）
- 美術：ラザール・メールソン（フランス語版）

## 映画賞
- 1936年（昭和11年）キネマ旬報ベストテン1位